# 梅雷邁埃鄉

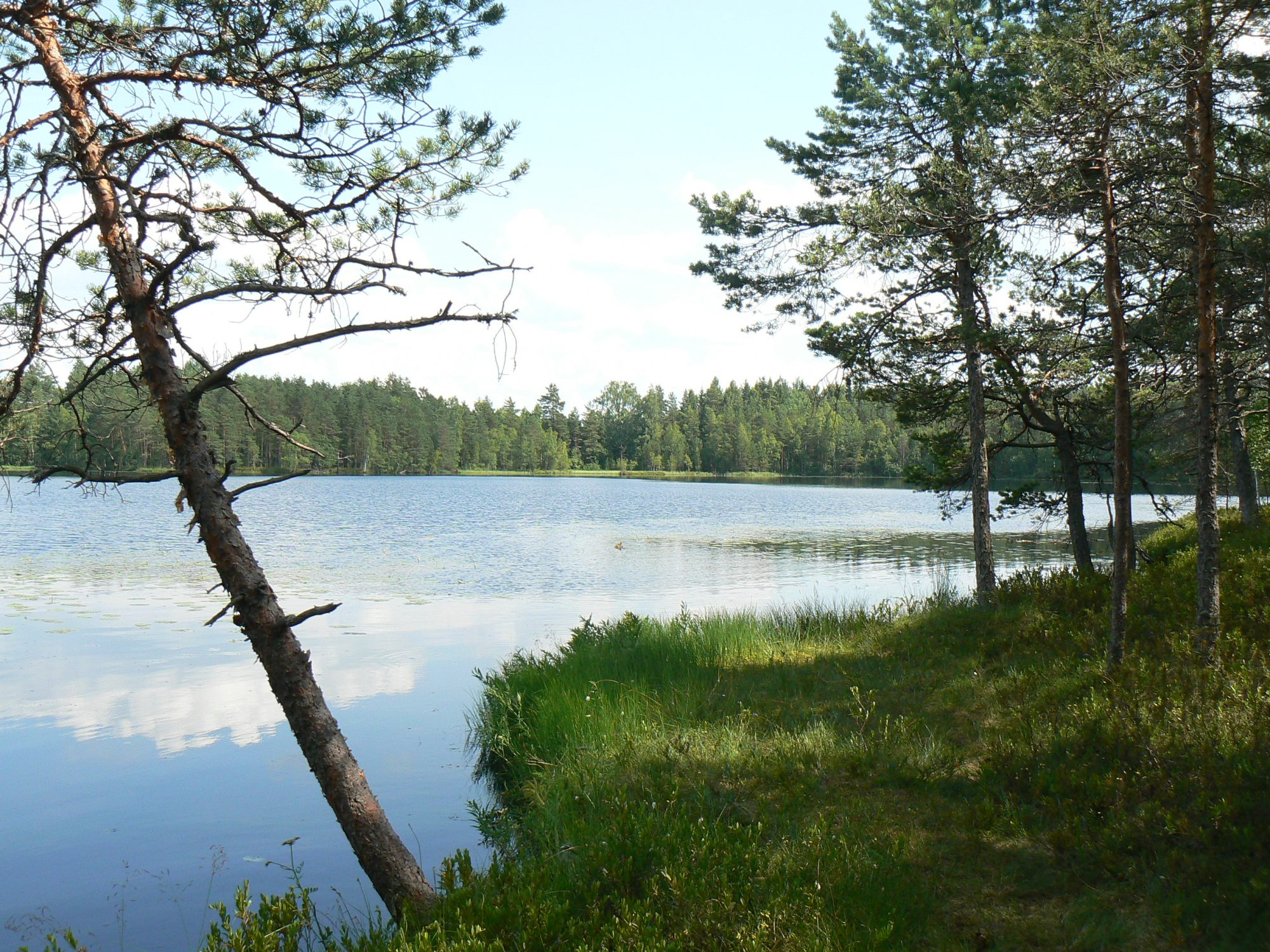
恩利湖

梅雷邁埃鄉，曾是愛沙尼亞沃魯縣的一個鄉村型市镇，位於該國東南部，行政中心設於梅雷邁埃，面積132平方公里，2009年人口1,140，人口密度每平方公里9人。
2017年爱沙尼亚行政改革后，梅雷邁埃市镇与其他市镇一起合并为新的塞托马市镇。
57°44′52″N 27°27′40″E / 57.74778°N 27.46111°E